# Fusée à eau
Pour les articles homonymes, voir Fusée (engin auto-propulsé).
 (février 2024).
Si vous disposez d'ouvrages ou d'articles de référence ou si vous connaissez des sites web de qualité traitant du thème abordé ici, merci de compléter l'article en donnant les références utiles à sa vérifiabilité et en les liant à la section « Notes et références ».
 (février 2024).
Une fusée à eau ou fusée hydropneumatique est un engin volant constitué d'une bouteille en PET propulsée par réaction, à l'aide d'eau et d'air sous pression. Ces engins peuvent dépasser la vitesse de 400 km/h et les 100 mètres d'altitude.
Leur lancement nécessite l'utilisation d'une base de lancement (ou pas de tir) fabriquée à cet effet.
Pour ses vertus pédagogiques et son côté spectaculaire, la construction de fusées à eau est une activité souvent pratiquée dans les écoles et les centres de vacances.

## Principe

Décollage d'une fusée à eau.

La propulsion d'une fusée à eau est basée sur le principe bien connu d'action-réaction : lorsqu'une certaine masse (la masse d'eau, ici) est éjectée violemment d'un conteneur, il se crée une force de réaction dans le sens opposé. C'est par ce même principe que les fusées telles qu'Ariane sont propulsées, sauf qu'à la place d'une masse d'eau, ces engins éjectent une masse de gaz enflammés.
Dans les fusées à eau, la masse à éjecter est donc de l'eau, fluide parfaitement neutre et dépourvu d’énergie. Le moyen pour éjecter cette eau n'est pas une réaction chimique mais la mise sous pression de l'air dans le conteneur. Ce conteneur est une simple bouteille en PET formée par soufflage à partir d'une préforme. Pour des raisons de sécurité, il est important que cette bouteille soit en PET, afin de résister à la forte pression interne.
Plus la pression de l'air dans la fusée est élevée, plus l'eau sera éjectée rapidement, et donc plus la force de réaction sera grande, même si elle dure moins longtemps.
Dans la pratique, la phase de propulsion d'une fusée à eau est en général très courte (de l'ordre du dixième de seconde pour une fusée type de 1,5 L). Cependant, après cette phase propulsive, la fusée à eau continue son ascension grâce à l'énergie cinétique acquise, et ceci malgré la pesanteur et la résistance de l'air.
Le protocole de lancement d'une fusée type est le suivant : 
- la fusée remplie de 30 % à 40 % d'eau est placée sur son pas de tir ;
- l'air de la bouteille est alors mis sous pression (à 5 000 hPa en milieu scolaire, soit 5 bars ou 5 Atmosphères en unités anciennes, et jusqu'à 8 000 hPa), généralement à l'aide d'une pompe à pneumatique manuelle (nommée d'ailleurs « pompe à pied ») ; à cause du risque d'explosion des fusées, il est important que la personne qui pompe se trouve également à distance de sécurité (au moins 5 m), ce qui oblige à rallonger le tuyau de la pompe. Pour d'autres raisons de sécurité, le pas de tir doit être légèrement incliné pour orienter le vol à l'opposé du public (celui-ci devant rester debout et attentif, les enfants en bas âge dans les bras de leurs parents) ;
- une fois la pression adéquate atteinte, le compte à rebours est effectué à haute voix (trois !... deux !... un !... eau[n 2] !!) et la fusée est libérée.

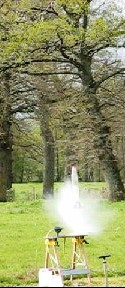
Lancement de fusée à eau H + 30 ms.
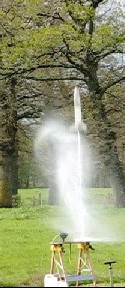
H + 90 ms.
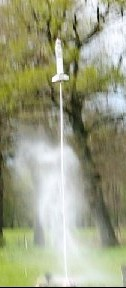
H + 150 ms.

## Mesures de sécurité
Les fusées à eau sont des engins concentrant une énergie importante, capables d'occasionner des blessures graves si des mesures de sécurité simples ne sont pas respectées.
Il est par conséquent recommandé qu'aucune personne ne se trouve à moins de 10 mètres du pas de tir pendant la mise sous pression et le décollage d'une fusée.
Il est fortement conseillé de tester la solidité de la bouteille en PET avant de monter la fusée. Pour ce faire, remplir d'eau la bouteille à ras bord et gonfler à la pression prévue. Ainsi, en cas d'explosion, comme il y a très peu d'air comprimé, la déflagration sera plus faible (c'est ainsi que l'on vérifiait, et qu'on vérifie encore, la bonne tenue des chaudières à vapeur de locomotives, par exemple).

## Les composants d'une fusée
Une fusée à eau se compose de quatre parties bien distinctes :
- l'ogive ; la pointe de notre fusée est constituée d'une coiffe ou ogive (définition davantage militaire), dont l'utilité est l'amélioration de l'esthétique et surtout de l'aérodynamique. L'ogive contiendra préférablement une charge afin de stabiliser la trajectoire de la fusée, en vertu du principe élémentaire de balistique qui veut qu'un projectile qui est plus lourd « devant » (c.-à-d. « en haut » pour nos fusées) sera plus stable, aérodynamiquement parlant.
Un profil pointu comme celui d'un avion de chasse ou du Concorde, qui nous semblerait, a priori, le meilleur est inutile pour nos FHP (fusée hydropneumatique) dont la vitesse reste largement en dessous de celle du son. Mais cette coiffe peut aussi contenir un dispositif qui permettra à la fusée de revenir au sol en douceur, un parachute par exemple ;
- le fuselage est l'élément principal de la FHP car il va servir de réservoir ainsi que de chambre pour que la pression augmente et expulse l'eau par la tuyère ;
- la tuyère est le goulot de la bouteille ; elle permet de contrôler le débit de l'eau lors de la propulsion ;
- les ailerons d'empennage permettent de rendre stables nos FHP en « abaissant » (ou éloignant du centre des masses) le centre de poussée aérodynamique. Ils se doivent d'être aérodynamiques pour offrir une faible résistance à l'air mais suffisamment grands pour créer suffisamment de portance. À notre niveau il est quasiment impossible de mettre en place un système d'ailerons dirigés constamment par un système électronique car un tel système serait lourd, volumineux et complexe. Pour ce qui est de la stabilité des fusées (à eau ou à feu) voir l'article détaillé Stabilité aérodynamique de la fusée.

### Fusée minimale
Une simple bouteille en PET constitue en elle-même une fusée à eau permettant de mettre en lumière l’existence d’une très grande force propulsive. Cependant cette simple bouteille se montrera aérodynamiquement instable : elle se mettra à tournoyer, de telle sorte qu’elle ne gagnera pas beaucoup d'altitude.
Pour la rendre stable, il faut ajouter un empennage (formé de 3 ou 4 ailerons) à la fusée. Une fusée de 1,5 litre dotée d'ailerons bien dimensionnés peut aisément dépasser les 60 mètres d'altitude.

### Le réservoir
Le réservoir de la fusée à eau est le volume interne de la ou des bouteilles.
Il est possible d'augmenter le volume du réservoir de la fusée en assemblant entre eux plusieurs éléments de bouteilles. Cela nécessite un collage interdisant les fuites et les éventrements sous la forte pression de lancement. La colle polyuréthane, utilisée en général pour ce genre de collage, apporte une bonne étanchéité, une bonne résistance à la pression, ainsi que l’élasticité nécessaire pour résister à la violence de certains retours au sol.
Certaines fusées à eau perfectionnées comportent plusieurs étages qui se déclenchent chacun à leur tour au moyen de mécanismes divers.

### L'empennage (les ailerons)
L'empennage (formé de 3 ou 4 ailerons) a une influence essentielle sur les performances de la fusée. Il permet la stabilisation aérodynamique de sa trajectoire : sans cette stabilisation aérodynamique, le vol de la fusée se résumerait à une suite de tête-à-queue, ces figures acrobatiques la freinant énormément.
Les ailerons d'empennage doivent être bien dimensionnés, situés en dessous du centre de gravité (en fait le plus loin possible sous le centre de gravité) et solidement fixés au corps de la fusée. Des ailerons trop grands entraineront un problème de sur-stabilité et des ailerons trop petits ne stabiliseront pas assez la fusée (sa trajectoire étant alors une suite de tête-à-queue).

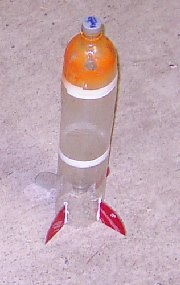
Ailerons construits à partir d'un disque compact.
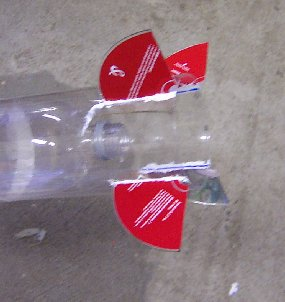

### La charge utile
La charge utile est l'ensemble des choses que la fusée embarque et qui ne servent pas directement à son fonctionnement. Il peut s'agir d'une petite caméra ou d'un appareil photographique, d'instruments de capture de données (accélération, vitesse, altitude, etc.) ou de tout autre chose.

### Le système de récupération

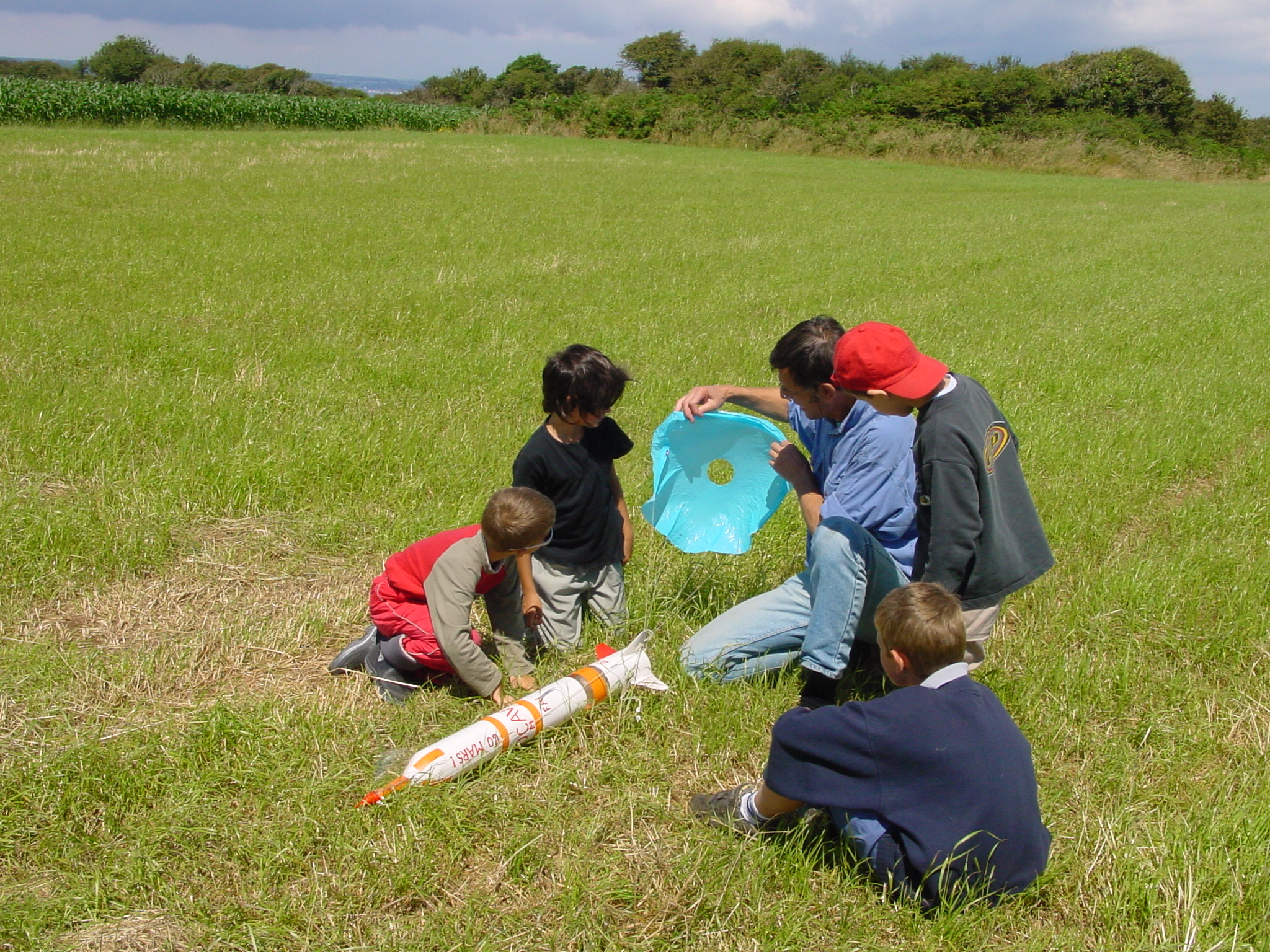
Après le premier vol. Le minuteur ayant été réglé trop court, le parachute a cassé un certain nombre de ses suspentes.

Lorsqu'une fusée à eau est suffisamment évoluée, le fuséiste veut récupérer sans dommage la fusée et/ou le matériel embarqué. Pour cela on utilise un système de récupération qui a pour rôle de ralentir la vitesse de chute de la fusée. Plus la vitesse de chute est faible, moins le choc avec le sol sera violent.
Le système le plus utilisé est le parachute bien qu'il existe d'autres techniques assez innovantes. Il est souvent conçu à partir d'une toile de nylon ou d'un sac-poubelle. Une ficelle (ou un cordon élastique) relie la fusée aux suspentes du parachute.
Le plus délicat consiste à créer un dispositif de déclenchement du parachute fiable. Le parachute doit en effet être enfermé dans la fusée pendant la phase ascensionnelle du vol et ne se déployer que pendant la chute (ou mieux à l'apogée de la fusée).
Il existe différentes méthodes répandues de simplicité et de fiabilité variable :
- la méthode dite « sylapus », acronyme de « SYstème de LArgage de Parachute Ultra Simple », elle utilise l'inertie lors du retournement de la fusée à son apogée pour que la coiffe se sépare du corps de la fusée, libérant ainsi le parachute. Cette méthode est simple à réaliser. Elle comporte l'inconvénient de n'être efficace que pour les tirs verticaux ;

- avec un retardateur mécanique « tomy timer » (mécanisme d'horlogerie utilisé dans des petits jouets publicitaires). Ces mécanismes sont gros comme un sucre en pierre et sont assez forts pour déclencher l'ouverture d'une trappe. Dans la vidéo ci-contre, le constructeur a réglé cette minuterie sur un temps trop court : un certain nombre de suspentes du parachute ont été arrachées à son ouverture, du fait de la trop grande vitesse de la fusée lors de cette ouverture) ;
- avec un volet plaqué contre la fusée qui s'ouvrira lors de la perte de vitesse de la fusée (par la traction d'un élastique), libérant ainsi le parachute ;
- système radio-commandé ;
- ou bien en utilisant des ailerons « planeurs » : ils sont plaqués à la fusée lors du décollage et la font planer lors de la descente.

## Le vol d'une fusée à eau

Décollage d'une fusée à eau MiniJab de 0.5 L

Les étapes du vol d'une fusée à eau simple (un seul étage) sont les suivantes :
- propulsion à l'aide du tube de lancement (s'il y en a un) ;
- propulsion par éjection de l'eau ;
- propulsion par éjection de l'air ;
- ascension non propulsée (décélération due à la gravité et la traînée) ;
- atteinte de l'apogée (altitude maximale, vitesse verticale nulle) ;
- chute jusqu'au sol (freinée ou non par un parachute).

La propulsion ne représente qu'une très courte partie du vol.
Sur l'animation ci-contre, on note qu'en fin de propulsion une certaine quantité d'eau est éjectée de la fusée avec une vitesse relative vers le bas inférieure à la vitesse instantanée absolue de la fusée vers le haut : c'est ce qui fait que cette eau continue à monter après son éjection. (voir le fichier original qui comporte d'autres informations « par effleurement »)

## Base de lancement
La base de lancement, ou pas de tir, est indispensable pour envoyer des fusées. Elle sert à la mise sous pression, au réglage de l'angle de décollage et permet le décollage commandé (et non intempestif) des fusées. Il y a deux grandes familles de bases de lancements : ceux dit « plein goulot » et ceux avec « raccord de tuyau de jardin ». Chacun de ces systèmes a son lot d'avantages et d'inconvénients. 
Un modèle plus simple (n'autorisant que des départs intempestifs) consiste en un bouchon de liège munis d'une valve de chambre à air.

### Base «raccord de jardin»
La méthode la plus courante pour fabriquer un pas de tir de type « raccord de tuyau de jardin » consiste à fixer solidement sur un support stable un raccord femelle de tuyau d'arrosage, de type raccord rapide à libération par simple traction, ou, si possible, par rotation.
La partie mâle est adaptée au goulot de la bouteille de manière étanche et devient la tuyère. Le plus facile, pour ce faire, est de percer le bouchon de la bouteille pour y insérer le raccord mâle réduit par limage. Un tuyau de cinq mètres est fixé au raccord femelle et fermé à son extrémité par une valve de vélo qui permet de brancher la pompe et de conserver la pression.
La libération de la fusée se fait alors par traction d'une ficelle adaptée au raccord.
On peut fabriquer une base de lancement beaucoup plus fiable et stable avec des coudes de PVC (pour faire le support), un mécanisme d'emboîtage de tuyau de jardin (pour maintenir la bouteille en place durant la mise sous pression), et un frein de vélo (pour déclencher le tir).

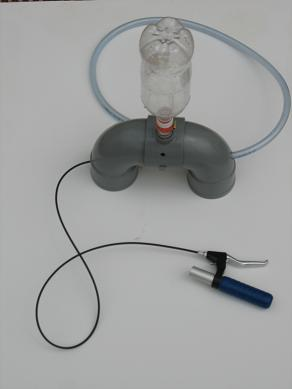
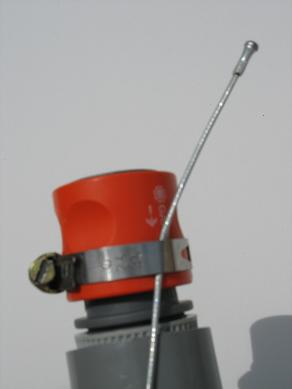
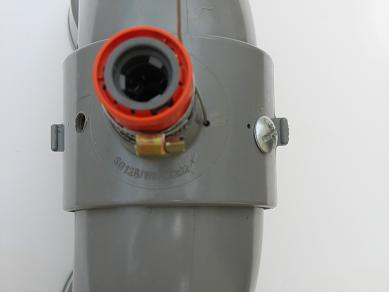
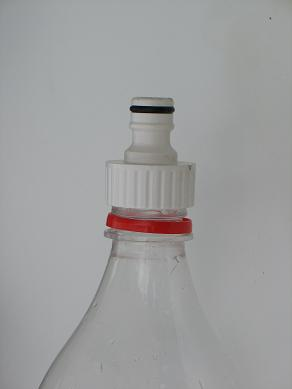

Ce type de base de lancement « à raccord de tuyau de jardin » a cependant un inconvénient : si pour une raison quelconque, on perd la fusée, on perd aussi la partie mâle (ou tuyère).

### Base «plein goulot»

Animation montrant le fonctionnement d'un pas de tir "plein goulot" à corolle de liens Rilsan.

Avec ce type de pas de tir, le goulot de la bouteille sert directement de tuyère. La poussée est alors plus forte, mais aussi plus courte qu'avec les systèmes « raccord de jardin », du fait du plus grand diamètre.
Sur ce type de base de lancement, il est possible et souvent souhaitable, de créer un système de retenue (ou de contention) qui maintient fermement la fusée sur le pas de tir pendant la mise sous pression et jusqu'à ce que l'utilisateur actionne le mécanisme de libération de la fusée (la plupart du temps par traction d'une ficelle). Un tel système de retenue et de libération commandée permet d'atteindre des pressions élevées (supérieures à 4 ou 5 bars) et donne une maîtrise du moment de décollage (avec compte à rebours) très profitable à la dramaturgie des lancements.
L'animation ci-contre à gauche donne un exemple de système de retenue à corolle de liens Rilsan : la libération de la fusée est obtenue par abaissement de la virole de commande. L'étanchéité nécessaire à la mise en pression est ici obtenue à l'aide d'un embout de pied de tabouret en caoutchouc.
À gauche ci-dessous on voit deux images d'un pas de tir à bouchon expansif : Ce bouchon expansif est mis en compression par un fort levier horizontal, lequel est maintenu en position jusqu'à l'issue du compte à rebours.
À droite sont deux images d'un pas de tir à corolle de liens Rilsan : ces liens Rilsan sont maintenus en place par une bague coulissante (ou virole de commande, en gris). Lorsque celle-ci est abaissée (par action sur la corde de lancement), les liens Rilsan peuvent s'écarter et la fusée décolle. Dans un tel système à corolle de liens, l'étanchéité (à l'eau et à l'air) doit être assurée par un dispositif supplémentaire (à joints toriques, par exemple).

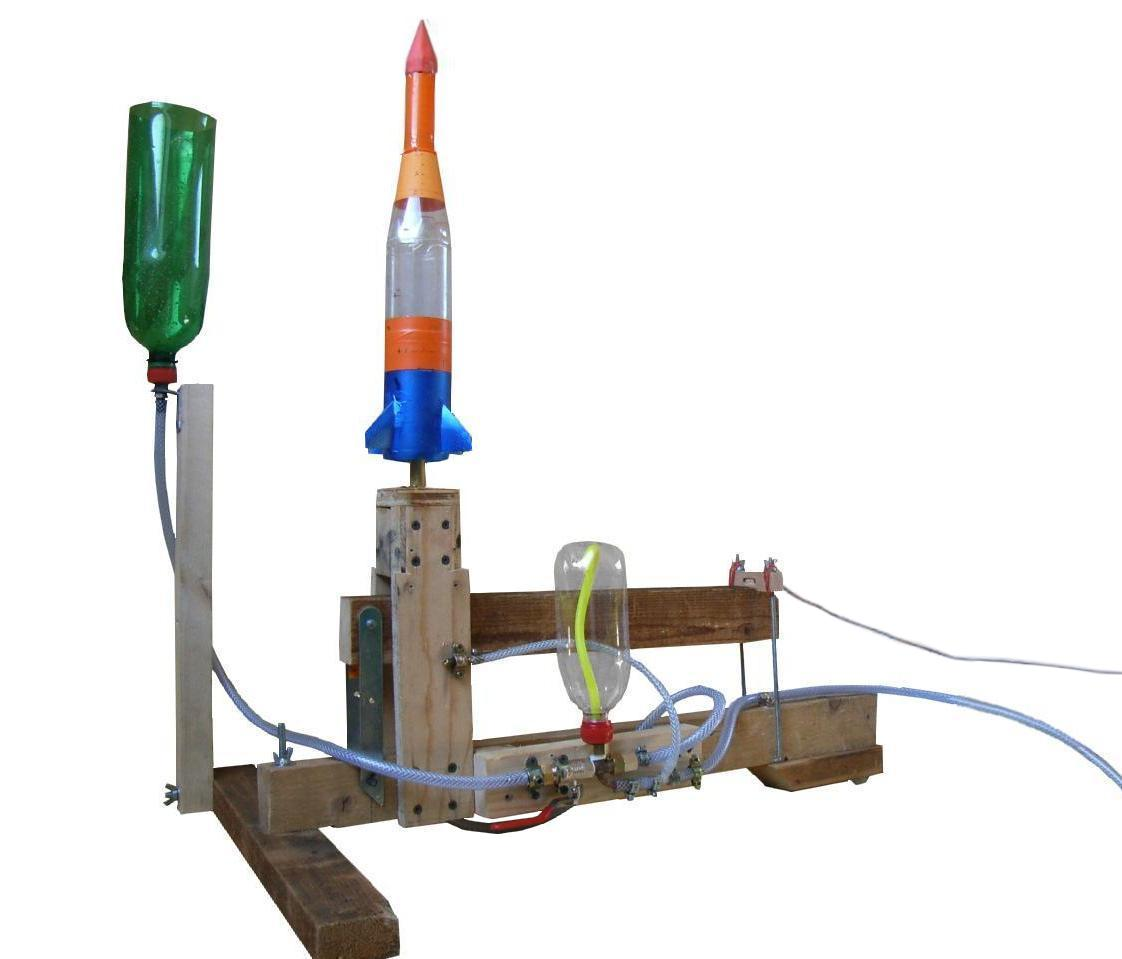
Pas de tir à remplissage des fusées en position érigée
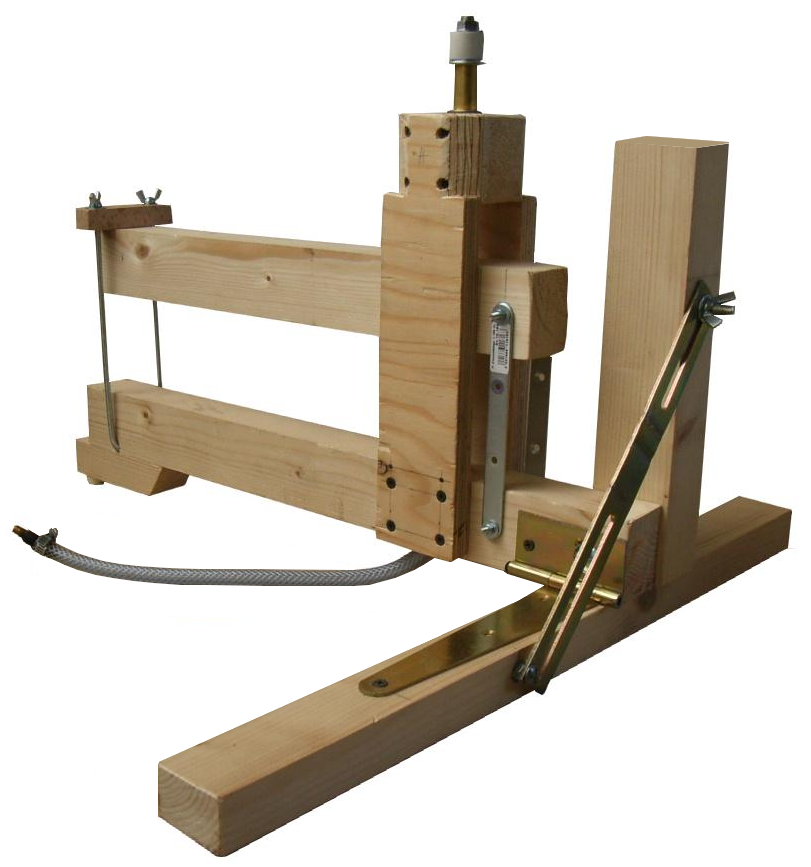
Pas de tir basculant pour fusées à eau.
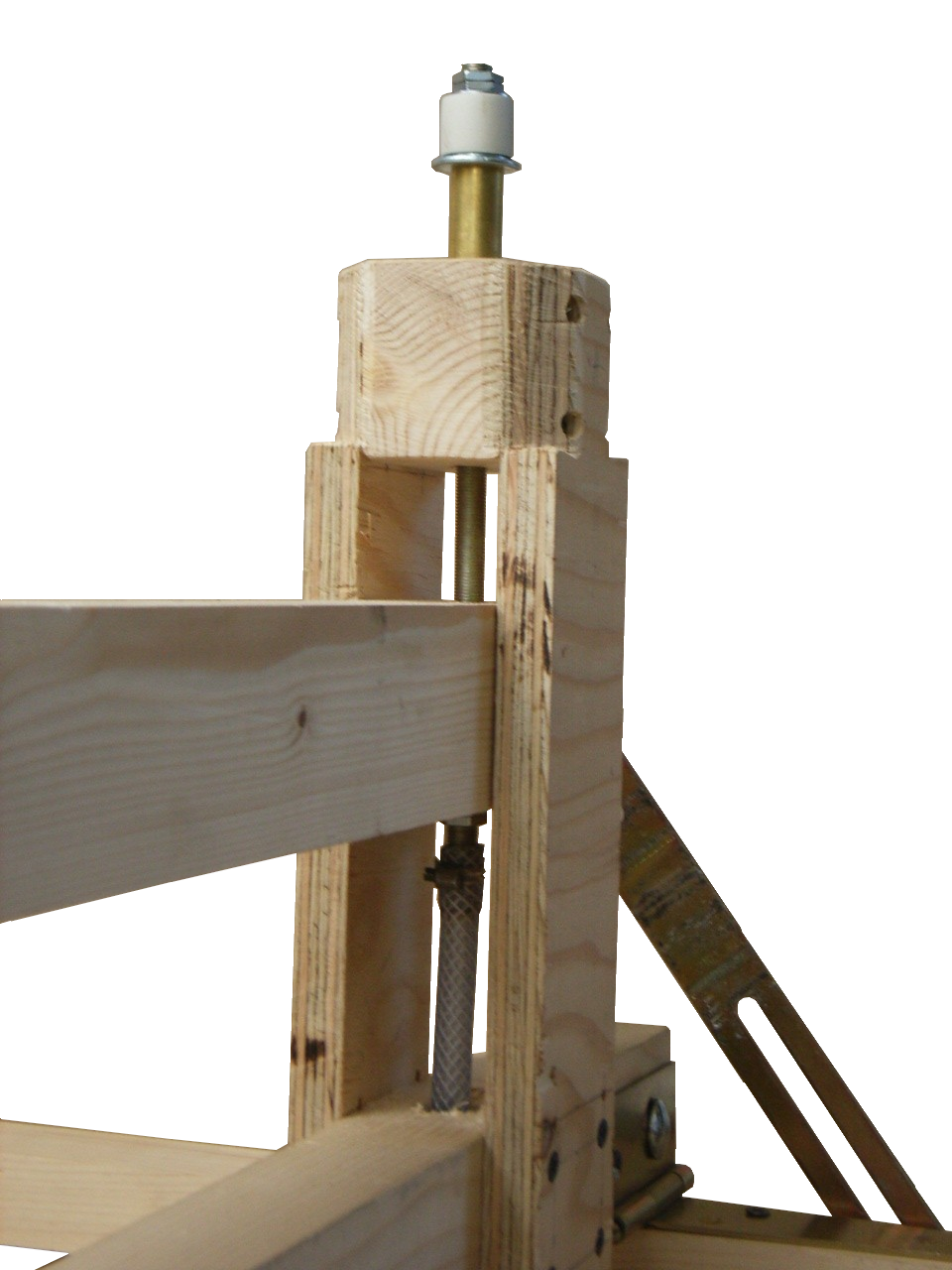
Détail d'un autre pas de tir basculant.
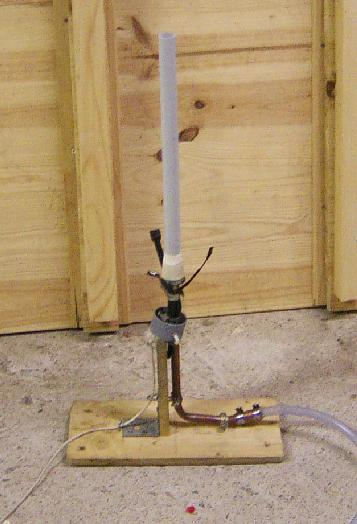
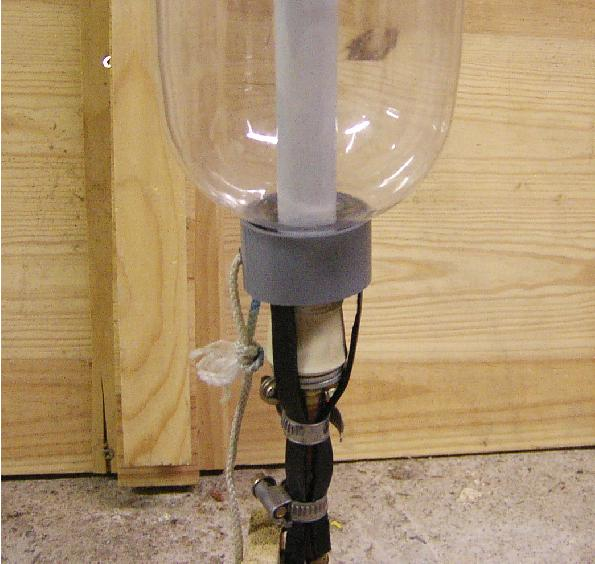

### Tube de lancement interne
Un tube de lancement interne est un tube vertical ajouté à la base de lancement. Ce tube pénètre dans le goulot lorsque la fusée est en position de lancement et peut donc être considéré comme une rampe de lancement interne.
Ce système offre principalement deux avantages importants :
- guidage de la fusée en début de trajectoire ;
- propulsion initiale par effet piston de la fusée. Ce type de propulsion par effet piston se produit sans consommation d'eau (mais avec une certaine consommation d'air).

Le diamètre et la longueur du tube conditionnent son efficacité. On peut remarquer ce tube de lancement interne dans l'animation du décollage de la MiniJab ci-dessus.

## La fusée à eau en équations

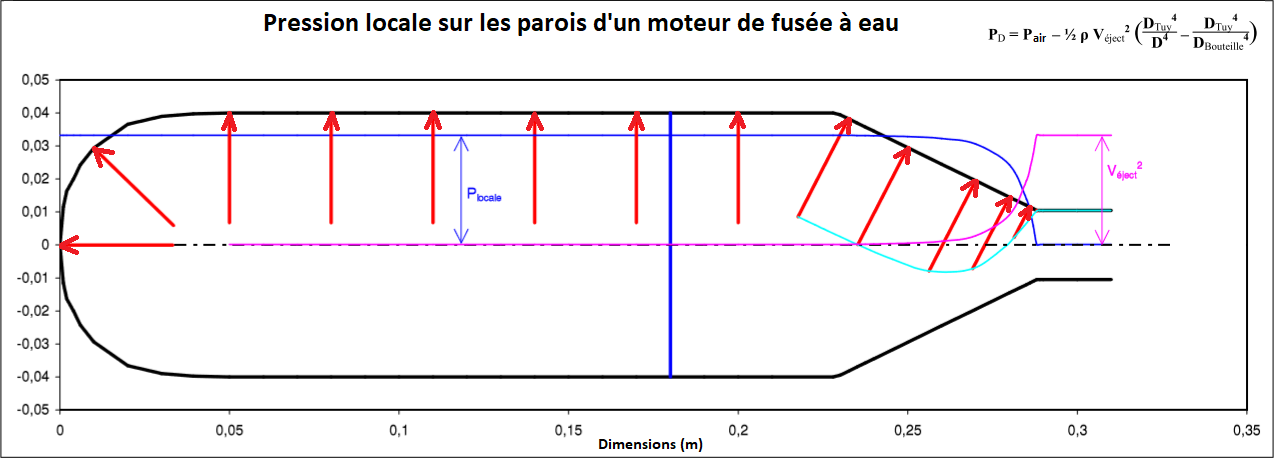
Pressions statiques locales sur l'enveloppe d'une fusée à eau type maintenue au banc d'essais, avec vitesses locales (image avec notes).

On rencontre très fréquemment une explication intuitive du fonctionnement des fusées à eau (et même des fusées en général) consistant à dire que l'ouverture de la tuyère d'un réservoir à pression crée un déséquilibre des forces de pression internes et, en conséquence, une force de propulsion. Cette explication intuitive ne rend pourtant compte, pour la fusée à eau, que de la moitié de la force de propulsion soit {\displaystyle PS_{tuy}} si {\displaystyle P} est la pression interne et {\displaystyle S_{tuy}} la section de la tuyère d'éjection.
En réalité, la force de propulsion d'une fusée à eau vaut le double (à savoir : {\displaystyle 2PS_{tuy}}). On peut expliquer cette apparente contradiction en observant que la pression statique de l'eau aux abords de la tuyère subit une certaine chute (en application du théorème de Bernoulli). Cet effet Bernoulli est donc responsable de la "partie cachée de la force".
Pour décrire complètement le vol de la fusée il faut faire appel à des équations complexes de mécanique des fluides mais ici le but est de se rapprocher le plus possible de la réalité avec un modèle théorique basique, avec des lois physiques sous une forme aussi simple que possible.
On définit :
{\displaystyle m_{1}(t)} : masse d’eau dans la fusée (masse qui sera éjectée)
{\displaystyle m_{0}} : masse de la fusée à vide
{\displaystyle v(t)} : vitesse de la fusée par rapport au sol
{\displaystyle v_{e}} : vitesse d’éjection de l’eau (dans ce qui suit, admise constante pendant la phase de propulsion par éjection de l'eau, ce qui est assez loin de la réalité mais autorise une première approche)
{\displaystyle Q} : débit d’eau que l’on considère constant également pour simplifier
{\displaystyle s} : section de la tuyère de la fusée
{\displaystyle S} : grande section du réservoir de la fusée (à la surface libre de l'eau)
{\displaystyle r} : rayon de la tuyère de la fusée
{\displaystyle R} : rayon de la grande section du réservoir de la fusée (à la surface libre de l'eau)
{\displaystyle \rho } : masse volumique de l’eau	
Conservation de la quantité de mouvement :
Au temps {\displaystyle t} : {\displaystyle p(t)=\left(m_{1}(t)+m_{0}\right)\cdot v(t)}
Au temps {\displaystyle t+dt} : {\displaystyle p(t+dt)=(m_{0}+m_{1}(t+dt))\cdot v(t+dt)+(m_{1}(t+dt)-m_{1}(t))\cdot (v(t)-v_{e})}
{\displaystyle dp=m_{0}\cdot dv+m_{1}\cdot dv-dm_{1}\cdot v_{e}}
Finalement {\displaystyle dp=(m_{0}+m_{1})\cdot dv-dm_{1}\cdot v_{e}}: (1)
Conservation de la matière pour un fluide incompressible
{\displaystyle Q=v_{e}\cdot s}
{\displaystyle m_{1}(t)=m_{1}(0)-Q\cdot \rho \cdot t}
{\displaystyle m_{1}(t)=m_{1}(0)-v_{e}\cdot s\cdot \rho \cdot t} : (2)
et {\displaystyle {\frac {dm_{1}}{dt}}=-v_{e}\cdot s\cdot \rho }
Calcul du débit avec le théorème de Bernoulli
{\displaystyle P_{a}+\rho \cdot \left(g+{\frac {dv}{dt}}\right)\cdot z(a)+{\frac {1}{2}}\cdot \rho \cdot v(a)^{2}=P_{b}+\rho \cdot \left(g+{\frac {dv}{dt}}\right)\cdot z(b)+{\frac {1}{2}}\cdot \rho \cdot v(b)^{2}}
Cette loi ne s’applique qu’en régime laminaire, ce qui n’est pas le cas ici, mais nous n’avons pas beaucoup d’autres choix.
Sachant que {\displaystyle z(b)=20cm} environ, on peut négliger le terme en {\displaystyle \rho \cdot \left(g+{\frac {dv}{dt}}\right)\cdot z(b)} devant {\displaystyle P} qui est de l’ordre de {\displaystyle 2\cdot 10^{5}Pa}. Pour s’en convaincre on prendra {\textstyle g+{\frac {dv}{dt}}=100} : on obtient {\displaystyle 100\times 1000\times 0,2=2\cdot 10^{4}Pa}
Donc ce terme est négligeable, mais de justesse.
On mesure {\displaystyle R} = 5,03e-2 m à 3e-4 m près et {\displaystyle r} = 4,5e-3 m à 1e-4 m près. Comme {\displaystyle s\times v(a)=S\times v(b)=Q}, on en déduit que {\textstyle v(b)^{2}} est négligeable devant {\textstyle v(a)^{2}}
Il reste : {\displaystyle P_{b}-P_{a}={\frac {1}{2}}\cdot \rho \cdot v(a)^{2}} équivaut à {\displaystyle P-P_{o}={\frac {1}{2}}\cdot \rho \cdot v_{e}^{2}}
où {\displaystyle P} et {\displaystyle P_{o}} sont respectivement la pression interne et la pression à la sortie. Donc {\displaystyle v_{e}={\sqrt {2\cdot {\frac {P-P_{o}}{\rho }}}}} :  (3)
Principe fondamental de la dynamique :
{\displaystyle {\frac {dp}{dt}}=(m_{0}+m_{1}(t))\cdot g}
En projetant sur l’axe Oz, orienté vers le haut :
{\displaystyle (m_{0}+m_{1}(t))\cdot {\frac {dv}{dt}}+{\frac {dm_{1}}{dt}}\cdot v_{e}=-(m_{0}+m_{1}(t))\cdot g}
{\displaystyle (m_{0}+m_{1}(t))\cdot {\frac {dv}{dt}}=-(m_{0}+m_{1}(t))\cdot g-{\frac {dm_{1}}{dt}}\cdot v_{e}} avec {\textstyle {\frac {dm_{1}}{dt}}<0}
{\displaystyle {\frac {dv}{dt}}=-g-{\frac {dm_{1}}{dt}}\cdot {\frac {v_{e}}{m_{0}+m_{1}(t)}}}
On utilise (2): {\displaystyle m_{1}(t)=m_{1}(0)-v_{e}\cdot s\cdot \rho \cdot t} : (2)
et {\displaystyle {\frac {dm_{1}}{dt}}=-v_{e}\cdot s\cdot \rho }
{\displaystyle {\frac {dv}{dt}}=-g+{\frac {v_{e}^{2}\cdot s\cdot \rho }{m_{0}+m_{1}(0)-v_{e}\cdot s\cdot \rho \cdot t}}}
Si on prend {\displaystyle M_{0}=m_{0}+m_{1}(0)} la masse initiale de la fusée remplie :
{\displaystyle {\frac {dv}{dt}}={\frac {v_{e}}{{\frac {M_{0}}{v_{e}\cdot s\cdot \rho }}-t}}-g}
On obtient {\displaystyle v(t)} en intégrant avec {\displaystyle v(0)=0} :
{\displaystyle v(t)=-v_{e}\cdot \ln \left(1-{\frac {\rho \cdot s\cdot v_{e}\cdot t}{M_{0}}}\right)-g\cdot t}
L’intégration de {\displaystyle v(t)} donne, avec {\displaystyle z(0)=0} :
{\displaystyle z(t)=v_{e}\cdot t\cdot \left(1-\ln \left(1-{\frac {\rho \cdot s\cdot v_{e}\cdot t}{M_{0}}}\right)\right)+{\frac {M_{0}}{\rho \cdot s}}\cdot \ln \left(1-{\frac {\rho \cdot s\cdot v_{e}\cdot t}{M_{0}}}\right)-{\frac {1}{2}}g\cdot t^{2}}
Ces équations concernent la phase d'éjection de l'eau et peuvent être poussées davantage en tenant compte des éléments négligés mais cela requiert un niveau de connaissances plus avancé.

## Étude approfondie de l’influence de la pression et du volume d’eau initiaux
En étudiant les équations proposées plus haut sur la page, on utilise :{\displaystyle v(t)=-v_{e}\cdot \ln \left(1-{\frac {\rho \cdot s\cdot v_{e}\cdot t}{M_{0}}}\right)-g\cdot t}
D’après cela, il suffit d’étudier la vitesse d’éjection de l’eau pour en déduire la vitesse de la fusée. En fixant la fusée, nous pouvons observer la vitesse d’éjection et ainsi étudier plus finement quelle est l’influence de la pression initiale ou du volume d’eau initial sur le décollage.
L’étude a été réalisée, il en ressort que la vitesse de la fusée ne varie pas linéairement avec la pression.
N.B. : cette étude ne prend en compte que la phase d’éjection de l’eau (phase ou propulsion aqueuse) et non la contribution à la propulsion due à l’éjection d’air en fin de propulsion (phase ou propulsion gazeuse).